# Cotolay
Cotolay és una pel·lícula dramàtica espanyola del 1965 dirigida per José Antonio Nieves Conde, coautor també del guió juntament amb Luis Ligero basat en una llegenda gallega sobre la fundació de Francesc d'Assís en el segle xiii. Fou protagonitzada per Vicente Parra, Conrado San Martín i José Bódalo.

## Sinopsi
Galícia, segle xiii. Després d'una llarga peregrinació pel camí de Sant Jaume, tres frares arriben a Santiago de Compostel·la. Després del llarg viatge ni tenen diners ni menjar. Però coneixen un nen, Cotolay, que s'ocupa d'ells i els porta al bosc del seu avi perquè s'uneixin als altres llenyataires. Un dels frares és Francesc d'Assís, qui després de tenir una revelació resant davant la tomba de l'apòstol decideix fundar un convent en aquell lloc i fundar l'Orde Franciscana amb els seus dos companys de viatge, Juan de Florencia i Bernardo de Quitnanar. El petit Cotolay els ajudarà a aconseguir-ho i així fundaran l'actual convent de San Francisco do Val de Deus.

## Repartiment
- Vicente Parra	...	Francisco de Asís
- Didier Haudepin	...	Cotolaya 'Cotolay'
- José Bódalo	...	Maese Mateo
- Conrado San Martín	...	Juan de Florencia
- José Bastida	...	Bernardo de Quintanar
- Ramón Centenero	...	Martín
- Santiago Ontañón	...	Abat
- Roberto Rey	 	...	Avi
- Xan das Bolas	...	Monjo

## Premis
Als Premis del Sindicat Nacional de l'Espectacle de 1965 fou guardonat amb el primer premi, dotat amb 250.000 pessetes.